# Nemanja Radulović

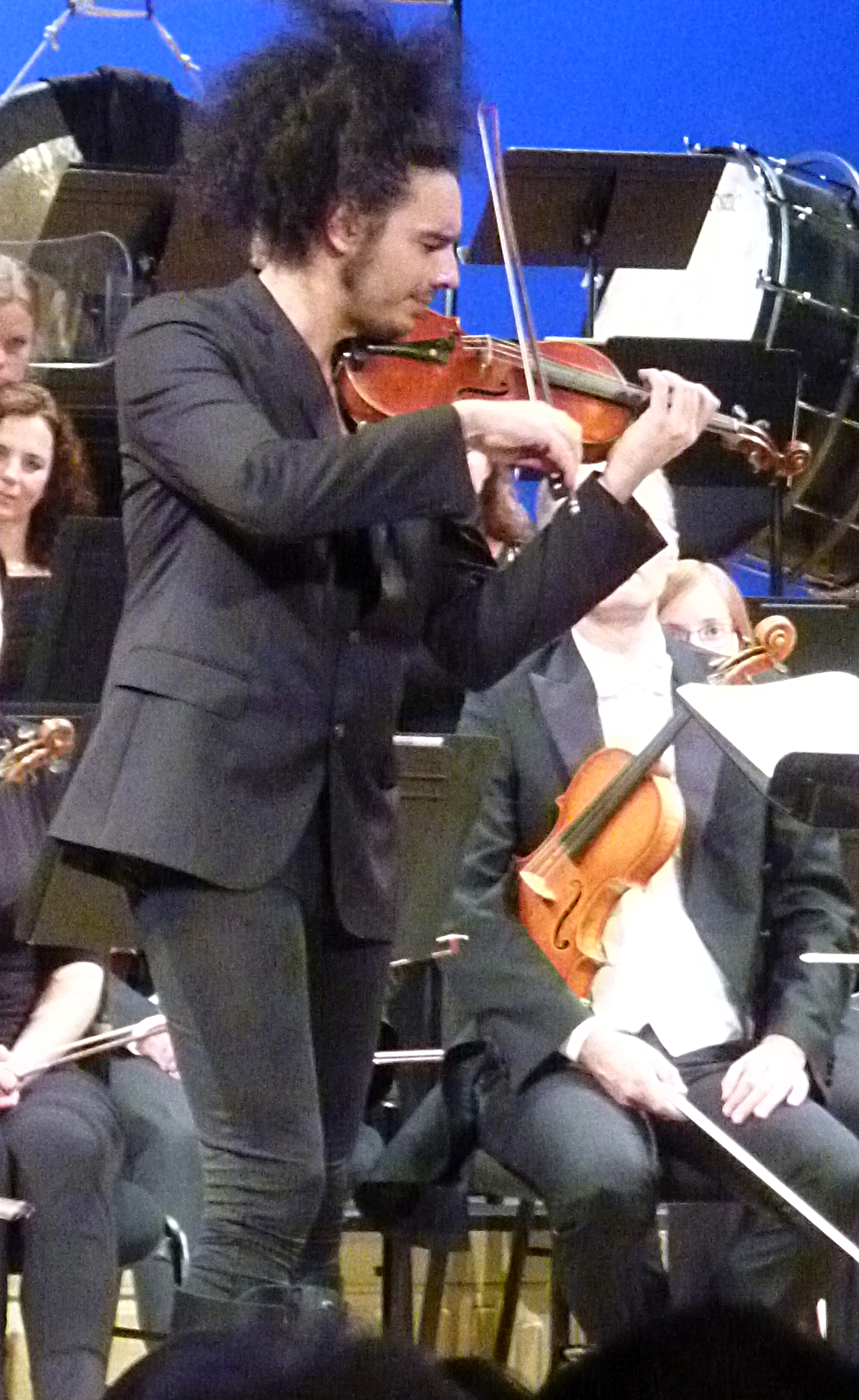
Nemanja Radulović i Noord Nederlands Orkest, Opéra de Vichy, listopad 2016

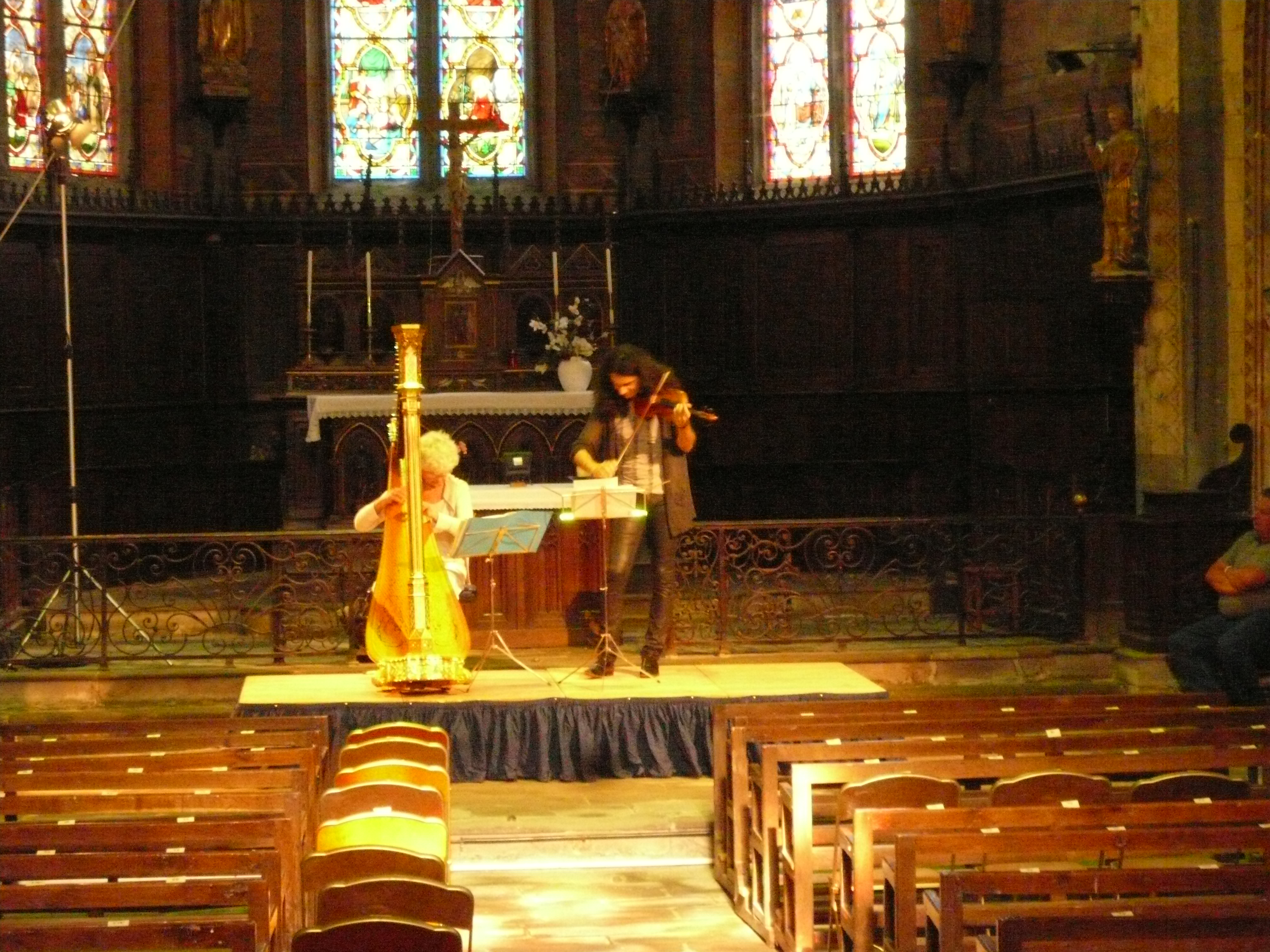
Nemanja Radulović (skrzypce) i Marielle Nordmann (harfa), podczas festiwalu Concerts de Vollore, lipiec 2010

Nemanja Radulović, cyr. Немања Радуловић (ur. 18 października 1985 w Nisz) – serbski skrzypek.

## Życiorys
Gry na skrzypcach uczył się od siódmego roku życia, początkowo w szkole muzycznej w rodzinnym mieście Nisz, w południowej Serbii. Następnie studiował na Akademii Sztuk w Belgradzie oraz na Hochschule für Musik Saar w Saarbrücken u Joshuy Epsteina. W wieku 14 lat został przyjęty do prestiżowego Konserwatorium Paryskiego, gdzie studiował pod kierunkiem Patrice’a Fontanarosy. Brał także udział w kursach mistrzowskich u Yehudiego Menuhina, Joshuy Epsteina, Dejana Mihailovica i Salvatora Accardo w Stauffer Academy w Cremonie.
Jego debiut miał miejsce w 2006, w paryskiej Salle Pleyel. Wykonał wtedy, w zastępstwie Maksima Wiengierowa, Koncert skrzypcowy Beethovena z towarzyszeniem Orchestre Philharmonique de Radio France pod dyrekcją Myung-Whun Chunga. Występował z wieloma renomowanymi orkiestrami, m.in. z Münchner Philharmoniker, Deutsches Symphonie-Orchester Berlin, Sächsische Staatskapelle Dresden, Royal Liverpool Philharmonic, Orchestre Symphonique de Montréal, Orquesta Nacional de España, Helsinki Philharmonic Orchestra, Salzburg Camerata, hanowerska NDR Radiophilharmonie, WDR Sinfonieorchester z Kolonii,  Orchestre National de Belgique, Orchestre National de Lille, Orchestra Sinfonica Nazionale della RAI z Turynu, Orchestra della Toscana, Royal Philharmonic Orchestra, Filharmonia Kopenhaska, Geneva Camerata, Macao Orchestra, Malaysian Philharmonic, Bilbao Orkestra Sinfonikoa oraz tokijskimi Tokyo Symphony Orchestra i Yomiuri Nippon Symphony.
Radulović jest w równej mierze kameralistą, jak i solistą koncertującym. Założył dwa zespoły kameralne: Devil's Trills i Double Sens Orchestra. Daje również recitale solowe, występując w tak renomowanych salach koncertowych, jak nowojorska Carnegie Hall, amsterdamska Concertgebouw, Filharmonia Berlińska, paryskie Salle Pleyel i Théâtre des Champs Élysées, tokijska Suntory Hall, Teatro Colón w Buenos Aires oraz Melbourne Recital Centre.
Występował również w Polsce, z Orkiestrą Kameralną Polskiego Radia „Amadeus” pod dyrekcją Agnieszki Duczmal (2004), Orkiestrą Filharmonii Poznańskiej (2006) i Polską Orkiestrą Sinfonia Iuventus pod dyrekcją Grzegorza Nowaka (2009).
Jest laureatem wielu międzynarodowych konkursów i nagród muzycznych, m.in. zwycięzcą Międzynarodowego Konkursu Skrzypcowego im. Josepha Joachima w Hanowerze (2003) i zdobywcą prestiżowej nagrody Echo Klassik w kategorii Best Violin Newcomer of the Year 2015.
Radulović gra na skrzypcach Jeana-Baptiste’a Vuillaume’a z 1843 roku.

## Wybrana dyskografia
- 2005 – Bach, Miletic, Paganini & Ysaye (Transart Live)
- 2010 – Beethoven, Sonatas for Violin and Piano No. 5 Spring, No. 7, No. 8 – z Susan Manoff (ArtAct)
- 2011 – Les trilles du diable – Devil's Trills (ArtAct)
- 2011 – Mendelssohn, Violin Concertos no 1 and 2 (Transart Live)
- 2011 – Antonio Vivaldi, Aleksandar Sedlar, Nemanja Radulović – Les 5 Saisons (Decca Records)
- 2013 – Après un rêve, avec Marielle Nordmann (Transart)
- 2013 – Paganini Fantasy (Deutsche Grammophon)
- 2014 – Carnets de Voyage (Deutsche Grammophon)
- 2014 – Journey East (Deutsche Grammophon)
- 2016 – Bach (Deutsche Grammophon)
- 2017 – Tchaikovsky: Violin Concerto; Rococo Variations (Deutsche Grammophon)
- 2018 – Baïka (Deutsche Grammophon)
- 2022 – Roots (Warner Classics)
- 2023 – Beethoven: Violin Concerto, Op. 61 & Violin Sonata No. 9, Op. 47 "Kreutzer" (Warner Classics)
- 2024 – J.S. Bach (Warner Classics)